# Molgula provisionalis
Molgula provisionalis är en sjöpungsart som beskrevs av Van Name 1945. Molgula provisionalis ingår i släktet Molgula och familjen kulsjöpungar. Inga underarter finns listade i Catalogue of Life.